# Kutyba Point
Der Kutyba Point ist eine Landspitze an der Südküste von King George Island in der Gruppe der Südlichen Shetlandinseln. Sie liegt am Ufer der Lions Cove und bildet den südwestlichen Ausläufer des Lions Rump.
Polnische Wissenschaftler benannten sie 1999 nach Jacek Kutyba, einem Teilnehmer an der von 1990 bis 1991 durchgeführten polnischen Antarktisexpedition.